# Konzilsschema
Als Schema (altgriechisch für „Haltung, Gestalt, Form“) oder Konzilsschema wird in der Sprache der römisch-katholischen Kirche ein thematischer Textentwurf bezeichnet, der von einer Vorbereitungskommission für die Beratungen eines Konzils vorgelegt wird. Ausgehend von solchen Schemata werden von den Konzilsvätern die Texte erarbeitet, die vom zum Konzil versammelten Bischofskollegium beraten und beschlossen werden, um dann abschließend vom Papst als Konzilskonstitutionen und -dekrete in Kraft gesetzt zu werden.
Für das Zweite Vatikanische Konzil lagen 70 solche Schemata vor, aus denen die 16 Konzilsdokumente hervorgingen.